# 神戸市バス松原営業所
神戸市バス松原営業所（こうべしバスまつばらえいぎょうしょ）は、兵庫県神戸市兵庫区にある神戸市バスの営業所。最寄バス停は松原通五丁目、最寄り駅はJR神戸線兵庫駅で、駅から営業所まで徒歩10分程度である。配置車両に表示されている営業者を表す記号は「松」である。
中央区、兵庫区、長田区、須磨区南部を通る路線を担当している。また、運行はすべて阪急バスに委託している。運転士用時刻表や販売用カード入れに、市直轄の営業所のものとは形式が異なっている、阪急バス標準形式のものを使用している点などで違いを見つけることができる。一方、運転士氏名票や名札は市直営営業所と同じものを使用している。また、車両の日常整備も阪急バスに委託されており、阪急阪神エムテックが担当している。

## 沿革
- 2005年4月1日： 阪急バスに業務を委託する。
- 2005年4月1日： 須磨営業所廃止に伴い、8系統（廃止）・80系統・81系統・85系統（廃止）の担当が須磨営業所→松原営業所となる。

## 現行路線

### 2系統
運行区間
- 2：阪急六甲 - 観音寺 - 布引 - 地下鉄三宮駅前 - 三宮神社/元町1丁目
- 2：阪急六甲 - 観音寺 - 布引 - 地下鉄三宮駅前 - 三宮センター街東口

概要
- 神戸市営バスの代表的な路線の1つ。2015年6月から2021年3月までと2025年4月から担当している。

### 3系統
運行区間
- 3：吉田町1丁目 - 金平町 - 東尻池8丁目 - 地下鉄長田駅前 - 名倉町 - 房王寺町5丁目 - 湊川公園西口 - 新開地 - 中央市場前 - 和田岬 - 吉田町1丁目
- 臨3：吉田町1丁目→和田岬→(正規経路を反時計回り)→吉田町1丁目→和田岬
- 臨3：吉田町1丁目→和田岬→中央市場前→新開地→湊川公園西口

概要
- 兵庫区の吉田町1丁目停留所を起点に兵庫区・長田区を大きく1周する両方向循環式の路線で松原営業所が担当する。
- 途中、長田・湊川地区は神戸市内の主要な商業地区、山の手の名倉 - 夢野付近には住宅地が広がっている。一部で地下鉄海岸線と併走しているため、浜側では朝夕通勤時間帯を除き利用者が少ない。

ダイヤ及び停留所
- 平日ラッシュ時は1時間に6本程度、平日昼間及び土休日は1時間に3本程度運転される。
  - 2024年4月1日改正で日中毎時3本から毎時1本に減便となった。
- 吉田町1丁目で運転を打ち切る便は「臨3」系統として運転される。
- 朝ラッシュ時に「臨3」和田岬止りがあり、周辺の企業への送迎を考慮している。また、夕ラッシュ時には和田岬始発で時計回りの運用も存在する。
- 夕ラッシュ時には吉田町1丁目を始発で循環運転をしない「臨3」湊川公園西口止りが設定されている。朝ラッシュ時には逆の運用も存在する。

正月の運行形態
- 1月1日は、長田8丁目から地下鉄長田駅前（五番町七丁目）までの間である市道長田線が車両通行止の規制を敷く為に、通常に運行する事が出来ない。その為、この期間は臨時の路線で運行される。以前は地下鉄長田駅・長田5丁目を終点として折り返し運転を行っていたが、現在は折り返し運転時代に通っていた長田５丁目 - 名倉町を通らずに、重池町を経由した循環運転となっている。かつては正月三が日がこの運行形態であった。

### 4系統
運行区間
- 4：神戸駅前 - 新開地 - 兵庫駅前 - 西市民病院前 - 地下鉄長田駅前 - 丸山 - 大日丘住宅前
- 臨4：大日丘住宅前→西丸山町3丁目→丸山→地下鉄長田駅前→西市民病院前→兵庫駅前
- 臨4：大日丘住宅前→西丸山町3丁目→丸山→地下鉄長田駅前

路線の形態
- 神戸市中央区のJR神戸駅前から神戸市長田区の大日丘住宅前を結ぶ路線である。昼間時でも1時間あたり4本、加えて派生系統の40系統が毎時1本確保されている。
  - 2024年4月1日改正で、日中毎時4本のうち2本が新設される44系統に振り替えられる形で減便された。このため大日丘地区から兵庫駅方面への便がかつてより日中半減以下となったことで混雑度は増している。
- この路線は、起点から起点に戻ってくるという形態を取っている運行路線である点が特色的である。つまり、終点である大日丘住宅前が終点でなく経由地であり、そのまま神戸駅前まで戻ってくるという半循環路線である。つまり、丸山（丸山観音前）から大日丘住宅前を経由し丸山（丸山観音前）まで戻ってくる区間がある。この循環形態を神戸市交通局では「右回り一方循環」という呼び方をする。ただし、神戸市交通局では大日丘住宅前を「終点」と呼んでいる。
- 神戸駅前から長田8丁目までの区間は、国道28号線（多聞通）・市道永沢線（柳原線）・市道兵庫線前線（兵庫駅前通）・国道28号線（大開通）・市道長田線（長田本通）の区間は広い道幅の道路である。しかし、それ以降の明泉寺橋以降大日丘住宅前までの区間は道幅9メートルと狭く、急勾配と深いカーブが連続する。「右回り一方循環」としているのはこのように過酷な条件の経路をたどるためで、バス同士の行き違いが危険であることが理由である。加えて大型車で運行しているため、研修車がカーブを曲がりきれず一度後退せねばならないこともある程、高度なテクニックが要求される。特に明泉寺橋から大日寺前の区間では長い区間で大きくS字カーブを描く道路であるために、反対車線にリア部フロント部をはみ出して運行せざるを得ないために、2007年8月まで警備会社に委託して、反対車線を通る車を、明泉寺町1丁目12番地先と明泉寺町2丁目4番地先の地点で任意に停車させていた。
- 朝夕の一部時間帯については、「臨4」の方向幕で兵庫駅止りや地下鉄長田駅止りの便が設定されている。なお、同バス停を始発とする便については通常通り「4」の幕を掲げている。

かつての4系統
- かつては、駒ヶ林公園から地下鉄長田駅前（五番町七丁目）を経由し大日丘住宅前に至る101系統も併行路線として存在したが、1998年に市道長田箕谷線の供用に伴い廃止された。
- また、かつては須磨営業所管轄の車両がこの路線を走ったこともあったが、須磨営業所の車両（例えば、旧都市新バス）須磨営業所廃止や規模変更に伴い松原営業所に転属された例もある。
- さらに、かつては市道長田線は長田5丁目から長田8丁目（3系統と同じ位置）に至っていた。それまで、明泉寺橋 - 長田8丁目 - 長田5丁目は、上り線と下り線で異なる道路を利用していた。つまり、上り線（神戸駅前方面行き）は明泉寺橋から宮川町9丁目交差点に入ると交差点を直進し、長田8丁目付近の交差点に至り左折して一方通行の狭い坂を上がり、その後旧市道長田線に至る交差点で右折し旧市道長田線上にある長田8丁目停留所に着車する路線であり、これに対して、下り線（大日丘住宅前方面行き）は長田5丁目を出ると、直進し旧市道長田線上にある長田8丁目停留所を経由し市道房王寺線に至った後に、左折し坂を下った後に宮川町9丁目交差点に至り右折するという路線であった。
- しかし、1998年以降に長田箕谷線供用に向けて市道長田線は新たな付け替えを行った。これに伴い、従来の「長田8丁目」停留所は新市道長田箕谷線上に移動した。

正月の運行形態
1月1日は、長田8丁目から地下鉄長田駅前（五番町七丁目）までの間である市道長田線が車両通行止の規制を敷くために、通常に運行する事が出来ない。そのため、臨時の路線で運行される。この路線は、長田町9丁目地先と名倉町1丁目地先の道路上に「臨時長田8丁目」の停留所を臨時に設け、通常の名倉町・名倉小学校前・房王寺町5丁目・菊水町10丁目・鵯越町・夢野町3丁目・夢野町2丁目・熊野橋・東山町・湊川公園西口の各停留所を経由し、新開地に至る。この場合、新開地停留所は、新開地3丁目3番地先に設けられた通常の位置ではなく、水木通1丁目地先に設けられた乗り場に停車する。また、側面・リア部の方向幕を「臨4」とし、フロントも含めた全ての方向幕で「夢野2回り」と表示される。ただし、近年は神戸駅前～地下鉄長田駅前間は本来のルートを走り、そのあと重池町・房王寺町5丁目・名倉町を経由して本来のルートを走る形態に変更されている。
かつては正月三が日がこの形態であった。
歴史
- 1934年にこの路線が開業されるが、第二次世界大戦には運行を休止した時代もあった。
- 戦後まもなく1945年に、新開地から兵庫駅前・長田・明泉寺橋を経由し丸山に至る5.14キロの路線が開設された。
- その後、1955年11月10日にその路線が改変される。つまり新開地から行き先を丸山から現在の西丸山町方面に右折して、現在の大日丘停留所の北東に位置する鶯橋に至る形態に延長した。それに加えて、運転系統を新設し、新開地から丸山から左折して花山町2丁目に至る、5.841キロの「4の1系統」を設け、従来よりも奥に路線を伸ばした。
- その10年後の1965年8月8日起点が新開地から神戸駅前に改められた。
- 翌年1966年10月1日には、「4の1系統」が花山町2丁目から大日丘住宅前まで延伸され、総延長7.625キロの路線とし、新たに「萩乃町」「丸山団地」「大日丘住宅前」停留所を設けた。
- 1971年5月16日に、従来の「4の1系統」終点の大日丘住宅前から「4系統」（鶯橋発着）の途中停留所であった大日丘に抜ける路線を設け、大日丘 - 鶯橋の路線を廃止した。そのうえで、運行形態を現在と同じ、神戸駅前を起点に丸山から花山町2丁目・大日丘住宅前・大日丘を経由して丸山へ戻り神戸駅前を終着地とする右回り一方循環路線とし、これを新「4系統」とした。狭隘区間を一方循環としたことで、ワンマン化することができた。

（以上の内容は、関連文献「神戸市交通局八十年史」を参考にしたものである。）
- 震災後の1997年には、「丸山」停留所を「丸山（丸山観音前）」と改称した。
- 1998年に長田箕谷線の供用に伴い、長田8丁目停留所の位置が改められた。
- 2005年4月1日には、松原営業所が阪急バスに管理委託されるようになった。
- これまで前後扉のツーステップバスのみ充当されており、管理委託後はまれにワンステップバスが充当することもあったが、2010年4月以降はノンステップバスが積極的に充当されるようになり、ワンステップバスは充当されなくなった。

### 6系統
運行区間
- 6：松原通5 - 中央市場前 - 西柳原 - 兵庫駅前 - 地下鉄長田駅前 - 長田5 - 房王寺町5 - 五番町4 - 地下鉄長田駅 - 兵庫駅前 - 西柳原 - 中央市場前 - 松原通5

概要
- 2012年3月のダイヤ改正で新設された。
  - 運行区間は、松原通5 - 兵庫駅前 - 大開駅前 - 地下鉄長田駅前 - 五番町4 - 房王寺町5 - 夢野町2 - 湊川公園西口 - 新開地 - 兵庫駅
- 2024年4月のダイヤ改正で経路変更が行われた。
  - 起終点共に松原通５に変更され、地下鉄長田駅前から長田5先回りと五番町4先回りに別れて帰ってくる循環路線になった
    - どちらも毎時1本の運行である

  - 同改正で減便される3系統を一部区間で補完する

ダイヤ及び停留所
- 9時台から18時台までの運行で、本数は1時間に1本。全線通しが基本であるが、松原通5丁目 - 新開地の区間便が設定されており、新開地発の始発便と松原通5丁目発の最終便がこれにあたる。

### 7系統
運行区間
- 7：神戸駅前 ‐ 新開地 - 湊川公園西口 - 平野 - 山本通 -  三宮駅前 - 中央区役所前 - 磯上公園 - 市民福祉交流センター

### 9系統
運行区間
- 9：吉田町一丁目 - 兵庫駅前 - 上沢駅前 - 湊川公園西口 - 新開地 - 和田岬 - 吉田町1丁目

概要
- かつての9系統は、貿易センターから県庁前を経由して新長田へ向かう急行系統の路線であった。この路線は1985年の地下鉄の新神戸駅延伸により廃止された。
- 1992年の改正で新設。吉田町から大学病院を循環して戻ってくる路線であった。
  - 9：吉田町1 → 兵庫駅 → 上沢 → 湊川公園 → 大学病院 → 平野 → 夢野2 → 上沢 → 兵庫駅 → 吉田町１
  - 方向幕は、青地白文字で表示していた
- 2001年の改正で経路変更。循環系統をやめて神戸駅前発着となった。
  - 9：神戸駅前 - 大学病院前 - 平野 - 石井町 - 湊川公園西口 - 地下鉄上沢駅前 - 兵庫駅前 - 吉田町一丁目
  - 臨9：神戸駅前 - 大学病院前 - 平野 - 石井町 - 湊川公園西口(早朝と夜間時間帯)
- 2003年9月の改正で地下鉄長田駅前を通る路線が追加された。
  - 9：神戸駅前 - 大学病院前 - 平野 - 石井町 - 湊川公園西口 - 地下鉄上沢駅前 - 地下鉄長田駅前 - 西市民病院前 - 兵庫駅前 - 吉田町一丁目
  - かつての方向幕装着車は、地下鉄長田駅前経由便を区別のため、緑地白文字で表示していた。
  - 1時間に2本程度の本数で、基本的に地下鉄長田駅回りのロングコースと地下鉄長田駅を回らないショートコースが交互の運行だった。
- 2024年4月のダイヤ改正で経路変更が行われた。
  - 再度起終点が吉田町一丁目となり、同改正で減便される3系統を一部区間で補完する

ダイヤおよび停留所
- 2024年4月のダイヤ改正で双方向の循環路線となり、毎時1本ずつ運行される

### 10系統
運行区間
- 10：神戸須磨シーワールド → 月見山 → JR鷹取駅 → 板宿・商店街前 → 御屋敷通５ → 新長田駅前 → 駒ヶ林町 → 鷹取町 → 神戸須磨シーワールド
- 10：神戸須磨シーワールド → 小寺町 → 駒ヶ林町 → 新長田駅前 → 板宿 → 御屋敷通５ → JR鷹取駅 → 松風町 → 神戸須磨シーワールド

概要
8系統の廃止に伴い新設された系統。
中型車両が多く運用されているが大型車両も運行されている。また、ハイブリッド車両での運行もある。
コミュニティ路線的な性質があるため利用者が少ない。
8系統時代と同様に、稲場町 - 天井川間は往路と復路でルートが異なる他、若宮町 - 駒ヶ林町西間でも往路と復路でルートが異なっている。
沿革
2011年10月1日新設。
ダイヤおよび停留所
1時間に1本もしくは2時間に1本程度で運行。

### 11系統
運行区間
- 11：神戸駅前 - 新開地 - 湊川公園 - 夢野町二丁目 - 名倉町 - 宮川町9丁目 - 板宿
- 臨11：宮川町9丁目 - 板宿
- 11：神戸駅前 - 新開地 - 湊川公園 - 夢野町二丁目 - 名倉町 - 宮川町9丁目 - 板宿 - 新長田駅前 - 松原通5

概要
神戸駅前から新開地・夢野・名倉町を経て、板宿へ向かう路線である。兵庫区・長田区の山間部住宅街の足となっている。
以前は三宮まで足を伸ばす便や、大学病院・平野経由の便も存在したが、前者は神戸市営地下鉄海岸線の開通に伴い廃止、後者は2005年度より110系統として分離独立された。
運行は松原営業所の単独運行となっている。
2020年4月から2021年3月までの間は落合営業所と共同担当となっていて、落合営業所による宮川町9丁目 - 板宿の区間便運用も存在していた。このほか、過去には須磨営業所と中央営業所も担当していたことがあった。
2024年4月のダイヤ改正で一部便(毎時1本)が松原通5まで延伸された(松原営業所への入出庫の他に、東尻池2～松原5間を走っていた95系統が廃止になるためその代替路線の役割もあると思われる)。また、同改正で9系統の経路変更で大学病院への便を確保のため毎時1本が110系統に変更されて減便され、平日ダイヤでは11系統と110系統の日中本数が同じになった。
運行形態
神戸駅前 - 板宿の通し運用が基本で、1時間に2-3本が運行されており、1本は新長田駅前経由松原通5行きになっている。かつては通し運用で毎時5本程度の運行であった。このほか、入出庫の関係で宮川町9丁目 - 板宿間の区間便が設定されており、早朝に宮川町9丁目発が、夜間に宮川町9丁目行きが運行されている。この区間便については、バス車両の系統表示は「臨11」と表示される。全便が大型車で運行されているが、2020年4月1日より、主に64系統に使われていた若干車長の長いワンステップバスも運行されるようになった。

### 13系統
運行区間
- 13：兵庫駅 - 地下鉄長田駅 - 鷹取団地前 - 板宿 - 水笠通 - 新長田駅前 - 板宿 - 地下鉄長田駅 - 兵庫駅

概要
11系統の派生系統。113系統から路線変更の後、系統番号の変更。板宿到着後、松原まで入庫する運用を一部旅客化した。
沿革
　開設当時は、新開地、名倉町経由であったが8系統廃止に伴い兵庫駅前経由に路線変更された。
　また、当初は神戸駅前まで運行されていたが、2014年の路線再編で兵庫駅止まりとなった。
ダイヤおよび停留所
　*おおよそ1時間に1本の運行である。
正月三が日の運行形態
　路線再編以前は正月三が日の1月1日から3日までの間は、長田8丁目から地下鉄長田駅前（五番町七丁目）までの間である市道長田線が車両通行止の規制を敷く為に、通常に運行する事が出来ない。その為、この期間は臨時の路線で運行される。当初は、113系統時代のルートを運行していたが、2015年よりしばらくの間、三が日は運行を休止していた。その後運行を再開したが、以前とは異なり重池町と房王寺町5丁目と名倉町を経由し、名倉町から113系統時代のルートを走る形に変更された。なお、房王寺町5丁目のバス停は路線再編前とは別の場所であり、新長田方面行きのみの停車となる。現在は正月のみがこの運行形態で走行する。

### 25系統
運行区間
- 25：三宮バスターミナル - 中山手3丁目 - ビーナスブリッジ - 大竜寺 - 再度公園 - 五辻 - 森林植物園前
- 25：森林植物園 - 五辻 - 再度公園 - 太竜寺 - ビーナスブリッジ - 中山手3丁目 - 三宮センター街東口

概要
三宮から、再度山ドライブウェイを通って森林植物園に至る路線。運賃は対区間制である。
山岳路線・また多区間路線のため、ながらくノンステップバスでの運行はなく、ツーステップバスでの運行が続き、ツーステップバスの全廃後は、全便がバックモニター・整理券発行機・カードリーダーが搭載されたワンステップバスで運行されていたが、2022年6月ごろより、ノンステップバスも運行に入るようになった。
沿革
ダイヤおよび停留所
3月下旬から11月下旬までの土休日のみの運行で、平日は運休となる。冬季は運行されない。運行は日中のみで、おおむね1時間に1本程度であるが、イベント時には増発されることがある。
2023年4月より三宮駅前の整備の進展に伴い、地下鉄三宮駅前 → 三宮駅前の区間が短縮され三宮方面の終点は三宮センター街東口に変更となった。

### 40系統
運行区間
- 40：神戸駅前 - 新開地 - 湊川公園駅前 - 菊水町 - 房王寺町 - 丸山 - 大日丘住宅前

路線の形態
- 2010年代前半に新設
- 4系統の兵庫駅、地下鉄長田駅経由を湊川公園、房王寺町、名倉町経由にした路線。実質的には、開設当時の4系統の正月三ケ日の臨時迂回ルートを定期運用化したような路線である。
- 日中のみの運行で1時間に1～2本運転される。

### 44系統
運行区間
- 44：松原通5 - 新長田駅前 - 地下鉄長田駅前 - 丸山 - 大日丘住宅前

概要
- 2024年4月のダイヤ改正で、4系統のうち毎時2本を新長田経由で松原通5に向かう路線に変更して新設。

沿革
- 2024年4月1日新設。

### 65系統
運行区間
- 65：神戸駅前 - 新開地 - 湊川公園 - 菊水町10丁目 - ひよどり台
- 臨65：神戸駅前 - 新開地 - 湊川公園 - 菊水町10丁目 - 鵯越墓園

概要
元々は落合営業所の単独運行であったが、2005年のダイヤ改正により当営業所との共同運行になり、そのあと当営業所の担当が外れて落合営業所の単独運行に戻ったが、2021年4月のダイヤ改正で再び共同運行となった。
彼岸時期に、鵯越墓園行きの臨時バスが運転されている。

### 69系統
運行区間
- 69：西市民病院前（西行） → 地下鉄長田駅前 → 新長田駅前 → 地下鉄長田駅前 → 西市民病院前（東行） → 兵庫駅前 → 西市民病院前（西行）

概要
- 2024年4月のダイヤ改正で新設された路線
  - 同経路を通っていた96系統が経路変更されたため通院客の為の補完路線である
- 平日午前中5便のみの運行
  - 最終便は新長田駅前止まり

沿革
- 2024年4月1日新設。

### 80系統
運行区間
- 80：高尾台 - 天井川 - 大田町二丁目 - 大橋九丁目 - 新長田駅前 - 大田町二丁目 - 天井川 - 高尾台

概要
高尾台と新長田を結ぶ系統。JR鷹取駅北口にバスロータリーが完成した後、同じ天井川～大田町2丁目間を走行する8系統（廃止）はJR鷹取駅を経由するようになったが、本系統は従来どおりJR鷹取駅は経由せず、JR鷹取駅を利用する際は須磨警察署前で下車する必要がある。また、高尾台地区の交通機関はこれまで本系統のみであったが、2013年より75系統（区）も高尾台まで乗り入れるようになったものの、本数はかなり少なく1日に5本（平日）もしくは4本（休日）しかない。
沿革
ダイヤおよび停留所
始発から8時までと16時から最終までは1時間に1本であり、それ以外の日中は2時間間隔である。

### 81系統
運行区間
- 81：須磨一の谷 - 神戸須磨シーワールド - 大橋五丁目 - 新長田駅前 - 本庄町 - 神戸須磨シーワールド - 須磨一の谷

概要
81系統は、須磨区と長田区とを、国道2号を経由して結ぶ路線である。ほぼJR山陽本線に沿って東西に貫いている。81系統は、神戸市電の代替機能も併せ持つが、下記沿革にかかれている当初に比べて路線延長が大幅に短縮されたため、その意味合いは薄くなっている。
沿革（82系統含む）
かつては82系統とともに、神戸市中心部を循環運転していた。経路は以下のとおりである。
- 81：須磨水族園→東尻池二丁目→地下鉄上沢駅前→大倉山→神戸駅前→中央市場前→和田岬→東尻池二丁目→須磨水族園
- 82：須磨水族園→東尻池二丁目→和田岬→中央市場前→神戸駅前→大倉山→地下鉄上沢駅前→東尻池二丁目→須磨水族園

つまり、81系統が上沢先回り、82系統が吉田町先回りであった。
方向幕装着車の表示は「神戸駅（上沢回り）」と「神戸駅（吉田町回り）」であり、特定のバス停を通過すると「須磨水族園」のコマを出して運転されていた。系統の文字色は、81系統は青色、82系統は橙色が使われていたり、経由幕の矢印の色が上沢（山側）方面は緑色、吉田町（浜側）方面は青色であったりしたが、通常の橙色が使われていることもあり時期によってまちまちであった。またかつての側面幕に、山側を経由中のコマには市章山が、浜側を経由中のコマには船が描かれていたが、須磨営業所の閉所寸前の幕には描かれていなかった(松原営業所の方向幕に81・82系統が収録されていた平成初期頃の幕には描かれている）。同様のイラストは3系統(S50年代頃迄？)や石屋川営業所の91･92系統(こちらは系統廃止時まで描かれていた)等でも見ることができた。
2001年7月7日の地下鉄海岸線の開業に伴い、循環運転部分を縮小し、かつ須磨水族園発着を85系統と入れ替えて須磨一の谷発着とし、須磨水族園 - 地下鉄長田駅前間の運行となり、系統番号も81系統に統一された。
この時の経路は
81:須磨一の谷 - 須磨水族園 - 大橋五丁目 - 新長田駅前 - 地下鉄長田駅前 - 東尻池二丁目 - 大橋五丁目 - 須磨水族園 - 須磨一の谷

2014年の路線再編により運行経路が変更となり、現在の新長田から循環するようになった。
かつては須磨営業所担当であったが、2005年4月の須磨営業所廃止に伴い、現在の松原営業所担当となった。
ハイブリッド車両での運行もある。

1970年代には衣掛町発着で循環系統が81～84系統まであり、当時の81・82系統は三宮駅前まで行く循環バスであった（83・84系統は上記の81・82系統と同じ経路）。
ダイヤおよび停留所
平日・土曜・休日とも、終日通してほぼ20分毎の運行である。平日の最終便は神戸須磨シーワールド止まりである。

### 93系統
運行区間
- 93：吉田町1丁目 - 兵庫駅前 - 上沢駅前 - 房王寺町5丁目 - 地下鉄長田駅前 - 吉田町1丁目

概要
- 2024年4月のダイヤ改正で新設された路線で、同改正で減便される3系統を一部区間で補完する
  - 双方向の運行で、どちらも毎時1本の運行
  - 外回り（時計回り）の最終便は兵庫駅止まり
  - 内回り（反時計回り）の始発便は和田岬行き

沿革
- 2024年4月1日新設。

### 96系統
運行区間
- 96：神戸駅前 - 湊町1丁目 - 中央市場前 - 須佐野通 - 松原通5

概要
- 2014年の路線再編により廃止された85系統七宮町回りの変わり新設された系統。中型車両やハイブリッド車両での運行もある。
  - 当時の運行区間は下記の通り
    - 96：神戸駅前 - 湊町1丁目 - 七宮町 - 兵庫駅前 - 地下鉄長田駅 - 東尻池2 - 新長田駅前 - 地下鉄長田駅 - 兵庫駅 - 七宮町 - 湊町1丁目 - 神戸駅前
    - 96：新長田駅 - 地下鉄長田駅 - 兵庫駅 - 七宮町 - 湊町1丁目 - 神戸駅前（2017年ダイヤ改正で新長田始発が3便増発）

- 2024年4月のダイヤ改正で経路変更がされて、廃止された95系統の替わりに兵庫大仏前から松原通5に向かう路線に大幅変更・路線短縮された。

沿革
- 2014年4月1日新設。
- 2024年4月1日経路変更。

### 110系統
運行区間
- 110：神戸駅前 - 大学病院前 - 平野 - 鵯越町 - 名倉町 - 板宿 - JR鷹取駅
- 110：神戸駅前 - 大学病院前 - 平野 - 鵯越町 - 名倉町 - 板宿

概要
神戸駅前から大学病院・平野・名倉町・板宿を経て、JR鷹取駅へ向かう路線である。鷹取駅北口のバスターミナル完成に伴い、11系統の大学病院・平野経由便を分離・延伸する形で、2005年4月から運転を開始した。
誤乗防止の為に、11系統時代の頃から青地に白文字の方向幕を採用している。
2017年4月のダイヤ改正で日中の運用は廃止され、朝晩のみの運用となっている他、21時以降は板宿止まりの便が設定される。逆に板宿始発の便はない。
分離して以降、松原営業所の単独運行が続いていたが、2020年4月より落合営業所も担当されるようになった。
2024年4月のダイヤ改正で、9系統の経路変更で日中の大学病院前経由の便を確保のため、11系統を振り替える形で日中の運用が復活した。平日は日中毎時2本、休日では日中毎時1本が運転されている。

### 112系統
運行区間
- 112：神戸駅前 - 大学病院前 - 平野 - 石井町 - 名倉町 - 鷹取団地前 - 前池橋 - 天井川 - JR鷹取駅前

概要
神戸駅前から大学病院・平野・名倉町・前池橋・天井川を経て、JR鷹取駅へ向かう路線である。鷹取駅北口のバスターミナル完成に伴い、11系統の大学病院・平野経由便を分離・延伸する形で、2005年4月から運転を開始した。
この系統は板宿には行かない。
新設当初から、松原営業所の単独運行となっていたが、2020年4月より落合営業所での運行も開始された。
沿革
2005年11月：新設。
2020年4月：落合営業所との共同運行開始
ダイヤおよび停留所
1時間に1本運行されている。
JR鷹取駅前行きは前池町には止まらず、神戸駅前行きは前池橋には止まらない。
前池橋は前池町から少し先に行った橋の上に停留所が置かれている。

## 廃止・撤退路線

### 8系統
運行区間
- 8：兵庫駅前 → 地下鉄長田駅前 → 西代 → 板宿 → JR鷹取駅前 → 天井川 → 松風町 → 須磨水族園 → 鷹取町 → 須磨水族園 → 月見山 → 天井川 → JR鷹取駅 → 板宿 → 西代 → 地下鉄長田駅前 → 兵庫駅前
- 8：兵庫駅前 → 地下鉄長田駅前 → 西代 → 板宿 → JR鷹取駅前 → 天井川 → 松風町 → 須磨水族園 → 鷹取町 → 須磨水族園 → 月見山 → 天井川 → JR鷹取駅 → 板宿 → 鷹取団地前 → 地下鉄長田駅前 → 兵庫駅前
- 8：兵庫駅前 → 地下鉄長田駅前 → 鷹取団地前 → 板宿 → JR鷹取駅前 → 天井川 → 松風町 → 須磨水族園 → 鷹取町 → 須磨水族園 → 月見山 → 天井川 → JR鷹取駅 → 板宿 → 西代 → 地下鉄長田駅前 → 兵庫駅前

概要
兵庫駅から、西代または鷹取団地を経て鷹取町へ向かう路線。天井川 - 須磨水族園間は往路と復路で経路が異なっていた。かつては鷹取町が終点となっていたが、後に小寺町を通るようになり、循環路線となった。鷹取団地前経由便は、誤乗対策として方向幕は青地に白文字だった。LED車は系統番号を中抜き文字にして区別していた。
2011年10月1日の改正で廃止された。廃止後は10系統と20系統が設定されている。
運行形態
概ね1時間に2本程度で、鷹取団地前経由は日中時間帯のみであった。

### 17系統
運行区間
- 17：二葉町 - 新長田駅前 - 西代 - 地下鉄長田駅前 - 長田八丁目 - 林山町 - ひよどり台 - 病院前(しあわせの村)

概要
二葉町から、新長田駅と地下鉄長田駅を経由して、しあわせの村までを結ぶ路線。地下鉄長田駅からは、ほとんどの区間で長田箕谷線を走る。
沿革
1998年のダイヤ改正で新設。当初は駒ヶ林公園を発着していた。
一時期、落合営業所も共同運行を行っていたが、2014年のダイヤ改正で再び松原営業所の単独運行になった。
2015年のダイヤ改正で二葉町が終点となり、駒ケ林公園停留所は廃止された。また、担当が落合営業所へ再び変更になった。
運行形態
早朝には地下鉄長田駅前始発がある。また、最終便は地下鉄長田駅前止まりとなっている。
以前は全線通しが基本であったが、後に日中は約半数がひよどり台止まりとなった。
正月3が日は長田神社初詣に伴う交通規制により、地下鉄長田駅から長田8丁目間が通行止めになるため本来の運行をすることができない。正月3が日は二葉町 - 新長田駅前 - 板宿 - 宮川町9丁目 - 林山町 - ひよどり台 - 病院前(しあわせの村)として経路を変更して運行する。方向幕は「臨17」。

### 20系統
運行区間
- 20：須磨水族園 → 大橋９ → 板宿 → JR鷹取駅 → 須磨水族園
- 20：須磨水族園 → JR鷹取駅 → 板宿 → 本庄町 → 鷹取町 → 須磨水族園

概要
8系統の廃止に伴い10系統と共に新設された系統。

昭和50年代中頃まで存在した同名系統も松原営業所が担当しており、吉田町 → 中央市場 → 湊川公園 → 大学病院 → 平野 → 夢野二 → 湊川公園 → 中央市場 → 吉田町と全く異なる路線であった。
沿革
2011年10月1日新設。
2015年4月1日までに廃止。

### 61系統
運行区間
- 61：神戸駅南口 - 楠町六丁目 - 平野 - 桃山 - 高座金清橋 - 神戸親和女子大学前 - 鈴蘭台
- 61：神戸駅南口 - 新開地 - 湊川公園西口 - 石井町 - 平野 - 桃山 - 高座金清橋 - 神戸親和女子大学前 - 鈴蘭台

神戸駅から有馬街道を経由して鈴蘭台まで向かう路線。以前は須磨営業所→中央営業所と担当していたが、移譲直前は松原営業所が担当だった。同路線は神戸市営バスでは最後まで残っていたツーマン路線だった。阪急バス（唐櫃営業所担当。神鉄バスから委譲）と共同運行（阪急バスは7系統）である。このうち湊川公園西口経由の便は市バスのみが運行。2013年5月1日をもって阪急バスの単独運行となり神戸市バスとしては廃止される。同時に阪急バスの系統番号は61に変更されたほか、湊川公園西口経由も運行する。
沿革

2013年5月1日に阪急バスに完全移管により撤退
ダイヤおよび停留所
大学病院前経由便は、おおむね1時間に2本程度運行されていたが、湊川公園西口経由便は1日3往復しか運行されていなかった。

### 82系統
地下鉄海岸線開業前日の2001年7月6日で運行終了・廃止。

### 85系統
運行区間
- 85：神戸駅前 - 新開地 - 松原通五丁目 - 大橋二丁目 - 須磨水族園
- 85：神戸駅前 - 七宮町 - 兵庫大仏前 - 松原通五丁目 - 大橋二丁目 - 須磨水族園

概要
85系統は、神戸駅から長田区を経由して須磨区とを結ぶ路線である。ほぼJR山陽本線に沿って東西に貫いており、鉄道との接続駅は少ない。廃止直前の時点では大型車で運行されていたが、須磨営業所廃止後しばらくは中型車での運用もあった。
沿革
かつては神戸駅前 - 須磨一の谷間の運行で、新開地経由のみであった。
- 2001年7月7日の地下鉄海岸線開業に伴い、神戸駅前-駒ヶ林公園間に短縮となった。この時、七宮町・兵庫大仏経由の路線も新設された。なお、須磨一の谷へは81系統の延伸に取って代わることとなった。
- 2003年7月7日に、神戸駅前 - 須磨水族園間の運行となった。

かつては須磨営業所担当であったが、2005年4月の須磨営業所廃止に伴い、松原営業所担当となった。
ダイヤおよび停留所
平日・土曜・休日とも、昼間は20分毎に運行している。新開地経由便と七宮町経由便の割合は、ほぼ2:1である。七宮町経由便は、須磨水族園行の始発は遅く（神戸駅前発8時台）、神戸駅行の終発は早い（須磨水族園発16時台）。

2014年4月の路線再編に伴い廃止。新長田以東を循環する路線に再編され、七宮町経由は96系統、新開地経由は95系統に変更された。

### 86系統
運行区間
- 86：板宿 - 大橋5 - 吉田町 - 西出町 - 神戸駅

概要
1972年の神戸市電廃止に伴う、代替路線として新設された系統。
廃止代替路線は当系統を含む86･旧87(三宮 - 栄町 - 神戸駅 - 西出町 - 吉田町)･旧88(板宿 - 駒ヶ林町1 - 吉田町 - 西出町 - 神戸駅)の3系統が設定されていたが、旧87・旧88系統は1970年代に廃止されている。
のちに区間短縮されて、吉田町発着を86系統、和田岬発着を臨86として運行された。
沿革
1972年新設。
1985年廃止。同改正で急行10系統が板宿まで延伸され、2年後に都市新バスとなった。

### 95系統
運行区間
- 95：神戸駅前 - 新開地 - 柳原 - 松原通5 - 東尻池2 - 地下鉄長田駅 - 新長田駅 - 東尻池2 - 松原5 - 柳原 - 新開地 - 神戸駅前
- 臨95：神戸駅前 - 新開地 - 柳原 - 松原5
- 臨95：松原5 - 柳原 - 新開地 - 神戸駅前

概要
2014年の路線再編により廃止された85系統新開地経由便の変わり新設された系統。
臨95系統として松原5丁目止まり、松原5丁目発が運行されている。これは松原営業所への出入庫を兼ねている。
中型車両やハイブリッド車両での運行もある。
沿革
2014年4月1日新設。
2024年4月1日のダイヤ改正で廃止。

### 旧・101系統
運行区間
- 101：駒ヶ林公園 → 新長田駅 → 長田区役所 → 丸山 → 大日丘住宅前 → 丸山 → 長田区役所 → 新長田駅 → 駒ヶ林公園

概要
駒ヶ林公園から大日丘住宅前を結ぶ路線。丸山以北は、4系統と同様に片回りの循環の経路だった。
2024年4月に新設された44系統とは、新長田駅以北の経路は同じである。
沿革
1989年の改正で新設。
1998年の改正で廃止。

### 113系統
運行区間
- 113：神戸駅 - 新開地 - 夢野２ - 名倉町 - 板宿 - 新長田駅

概要
神戸駅前から板宿を経由して新長田駅付近を周回して神戸駅に戻ってくる半循環路線である。
新長田駅付近を循環する系統の大半は千歳町から新長田駅へ向かう(北向き着)が、当路線は水笠通から新長田駅へ向かう(南向き着)経路をとる。
なお、全区間において11系統と並走する。
沿革
2005年11月に新設。
2010年代前半に廃止(13系統に系統番号と路線を変更)。

### 115系統
運行区間
- 115：かるもプール → 東尻池２ → 地下鉄長田駅 → 新長田駅 → 大橋 → かるもプール
- 臨：かるもプール → 東尻池８ → 東尻池２

概要
長田駅と新長田駅周辺を循環運転して、かるもプールへのアクセスを担っていた系統。魚崎営業所の30系統新神戸大プール行き同様に、夏季シーズンのみの運行であった。また、30系統は通常路線もあって路線図に記載されていたが、当系統は夏季のみの臨時系統であったため路線図に記載がされていなかった。
かるもプールの開業が1969年であり、当初より当路線は設定されていた。なお、かるもプールは2007年夏季シーズン後に休止され2009年に廃止されたため、当路線もそれ以前に設定は無くなっている。

115系統の数字は前面の系統幕にのみ記載されており、側面と後面には経路のみが記載されていた(かるもプールの文字が一回り大きく書かれていた)

### 123系統
再び落合営業所の単独運行となった。
また、2014年の路線再編に際し、廃止。

### 兵庫系統
運行区間
- 兵：吉田町 - 兵庫駅 - 上沢 - 湊川公園 - 房王寺

概要
通称、兵庫昼間系統。同様の系統として灘営業所の灘系統(国鉄灘駅 - 灘区役所 - 阪急六甲 - 鶴甲団地)がある。
これらの系統は、1970年代～1980年代に運転されていた。

類似の昼間系統として、1990年代の魚崎営業所で31系統の昼間コース(系統表示は『昼』)があった。

### 新型コロナウイルスワクチン接種会場のシャトルバス
運行区間
- ノエビアスタジアム神戸 → 兵庫駅前 → 新長田駅前 → ノエビアスタジアム神戸

概要
2021年5月31日に、ノエビアスタジアム神戸が新型コロナウイルス感染症の大規模ワクチン接種会場となり、兵庫駅・新長田駅からの会場へのアクセスとして、シャトルバスの運行が開始された。乗車料金は無料となっているが、乗車できるのは会場でワクチンを接種する方のみである。
運行形態
9時から19時台までの運行で、基本的に30分間隔で運行されているが、13時台から14時台での間で1時間運行がなく、休日は14時以降は運行されない。なお、サッカーの試合の関係で接種会場の運営が行われない場合は、バスも運休する。
循環路線となっているが、朝には兵庫駅前始発が、夜には新長田駅前止まりの便が存在する。また、ノエビアスタジアム神戸発の最終便に乗車する際は、スタッフに申告する必要がある。
沿革
2021年5月31日：運行開始。当初は15分間隔の予定だったが、3密対策などの関係で10分間隔での運行となった。
2021年11月1日：この日のダイヤ改正で本数が大幅に削減され、朝と昼間は20分間隔、夕方以降は30分間隔となった。また、1時間半程度運行されない時間帯が出るようになった。
2021年11月30日: この年の運行を終了。ワクチン接種自体はこれ以降も実施される。
2022年1月: 3回目のワクチン接種開始に伴い、運行を再開。ダイヤは2021年11月に準じていたが、夕方以降も20分間隔で運行された。
2022年5月22日: この日のダイヤ改正により、本数が削減されて30分間隔となり、休日は13時台までの運行となった。
2022年6月19日: ノエビアスタジアム神戸の大規模接種会場の運営終了に伴い、運行を終了。
車両について
2022年6月時点では大型車のみが使われていたが、運行開始当初からしばらくの間は、中型車の運行もあった。2021年の運行時には、自前の車両の他にシャトルバスの専用車として他の営業所から貸し出した車両も存在していたが、2022年の再開時には車両の貸し出しは行わず、自前の車両のみで運行した。行先表示は、当初は「臨時」のみとなっていたが、しばらくしてから専用の表示が設定されるようになった。

## 在籍車両
以前は日野自動車製（車体は西日本車体工業製）で統一されていた関係で、車両番号は日野自動車製に割り当てられる700-999を使用している。1995年に神戸市バスで初めて、UDトラックス（旧:日産ディーゼル）製の天然ガスバスが1台（714号車で、こちらも車体は西日本車体工業）導入されたが、これは1998年に中央営業所と垂水営業所で神戸市バス初のノンステップバスが導入されるまでは唯一の日産ディーゼル製であり、ツーステップバスとしては最初で最後の導入となった。2020年4月1日からは主に64系統に使われていた若干車長の長いワンステップバスも運行されるようになった。2022年7月現在、大型ノンステップバスは日野自動車製、いすゞ自動車製、三菱ふそうトラック・バス製、UDトラックス（旧:日産ディーゼル）製の4メーカーがそろっているが、ワンステップバスについては、日産ディーゼル製の車両が在籍していない。